# Andreas Skovgaard
Andreas Skovgaard Larsen, född 27 mars 1997 i Hagendrup, är en dansk fotbollsspelare. 

## Karriär
I februari 2020 lånades Skovgaard ut av Heerenveen till Örebro SK på ett låneavtal över säsongen 2020. Inför säsongen 2021 blev det en permanent övergång till Örebro för Skovgaard som skrev på ett tvåårskontrakt. I januari 2022 kom Skovgaard överens med Örebro om att bryta kontraktet i förtid.